# 2012년 5월 그리스 총선거
그리스 의회 선거가 2012년 5월 6일 실시됐다. 2012년 4월 11일 그리스 대통령 파풀리아스가 총리 파파디모스의 제안에 따라 의회를 해산함에 따라, 2년 반만에 실시된 조기선거였다.
선거 결과, 7개의 정당이 원내에 진출하였다. 집권연정을 구성하고 있던 신민주주의당과 사회당은 지지율이 크게 줄어들면서 원내 과반수 의석 확보에 실패했다. 극우 정당인 황금새벽당과 우익 독립 그리스인, 좌파 민주좌파당이 처음으로 원내진출에 성공했다. 급진좌파연합(시리자)은 득표율을 크게 늘려 원내 제2당이 되었다.

## 선거전 상황
그리스 재정위기로 위기로 야당이던 사회당이 파판드레우의 지도아래 원내 과반수 확보에 성공한다. 파판드레우 총리는 유럽연합과 유럽중앙은행, 국제통화기금과 재정지원 협상을 위한 국민투표를 제안했다. 하지만 당내외의 반발로 실시되지 못했고, 파판드레우의 신임투표로 이어졌다. 몇몇 집권여당 소속의원들이 불신임안에 투표하겠다는 입장을 밝혔지만, 153대 145로 불신임안이 부결되었다. 하지만 파판드레우가 거국일치내각 구성을 위해 사임한다는 약속을 했기 때문에 여당의원들이 불신임안을 부결시킨 것이다. 며칠 후 파렌드레우는 사임하고 신민주주의당과 대중 정교회 연대가 참여하는 무소속이며 유럽중앙은행 부총재를 지낸 루카스 파파디모스를 총리로하는 과도정부를 구성했으며, 신민주주의당은 연정참여 전제 조건은 조기선거실시였다.

## 선거 제도
300명의 의원을 선출한다.
그리스 선거제도는 비례대표선거제에 가깝다. 300석중 288석은 56개 지역구에서 선출하며, 선거구별 선출 의원수는 인구수에 따라 달라진다. 인구가 가장 많은 아테네 B 선거구는 42명을 선출하고, 8개의 작은 선거구에서는 1명의 의원만 선출한다. 다수 의원을 선출하는 선거구에서는 정당명부에 의해 의원선출 이루어진다. 지지하는 정당의 명부중에서 선호하는 후보를 선출하는 방식이다. 1인 선출 선거구에서는 소선거구제와 같은 방식으로 다수득표자가 당선자가 된다. 나머지 12석은 정당비례를 보정하기 위해 배정된다.
정당은 봉쇄조항에 따라 3%이상 득표해야 원내진출이 가능하다. 득표율 1위를 기록한 정당 50석이 우선배정된다. 정당이 아닌 선거연합이 과반수이상을 득표한 경우에는 이 조항이 적용되지 않는다. 50석을 제외한 의석은 봉쇄조항 3%를 넘을 정당에 비례에 따라 배정된다. 제1당에 유리하게 해서 연정구성에 필요한 과반의석 확보를 용이하게 하기 위한 조항이다.
만세 19세 이상은 투표권이 있으며, 유권자 총수는 약 985만명 가량된다. 그리스는 의무 투표제를 채택하고 있지만, 위반시 특별한 제제는 없다.

## 선거 결과

2012 그리스 의회 의석분포
신민주주의: 108 석
급진좌파연합: 52석
사회당: 41석
독립 그리스인: 33석
공산당: 26석
황금새벽당: 21석
민주좌파당: 19석

지역별 1위 정당:
신민주주의당
급진좌파연합
사회당
공산당

개표 결과 중도우파 신민주주의당 18.85%로 제1당을 차지했다. 2위는 16.78%를 득표한 급진좌파연합(시리자)이 차지했다. 3위는 30% 가량의 지지율을 상실하고 13.18%의 득표에 그친 사회당이 차지했다. 독립 그리스인(독립 그리스당)과 극우정당 황금새벽당, 민주좌파당이 처음으로 원내 진출에 성공했다. 그리스 공산당은 8.48%를 득표했으며 2009년 선거와 크게 차이가 나지 않는 득표율을 기록했다.
제1당에 50석이 우선 배정되는 제도 때문에 신민주주의당은 14.62%의 득표율감소에서 17석을 더한 108석을 확보했다. 사회당이 119석이 줄어든 41석을 확보하는데 그쳐 집권연정이 과반수 의석 확보에 실패했다. 급진좌파연합(시리자) 39석을 늘려 52석을 확보하고 원내 제2당이 되었다. 그외 군소 정당인 독립 그리스인(독립 그리스당)과 황금새벽당이 각각 33석, 21석, 그리스 공산당과 민주좌파당이 26석과 19석을 얻었다. 대중 정교회 연대는 3% 득표에 실패하면서 15석 모두를 잃고 원외정당이 되었다.
| 정당                | 정당                            | 대표                                    | 득표      | %      | +/–    | 의석 | +/–  |
| ------------------- | ------------------------------- | --------------------------------------- | --------- | ------ | ------ | ---- | ---- |
|                     | 신민주주의                      | 안토니스 사마라스                       | 1,191,989 | 18.85  | –14.62 | 108  | +17  |
|                     | 급진좌파연합                    | 알렉시스 치프라스                       | 1,061,158 | 16.78  | +12.18 | 52   | +39  |
|                     | 사회당                          | 에반겔로스 베니젤로스                   | 833,456   | 13.18  | –30.74 | 41   | –119 |
|                     | 독립 그리스인                   | Panos Kammenos                          | 670,550   | 10.60  | —      | 33   | +33  |
|                     | 그리스 공산당                   | Aleka Papariga                          | 536,045   | 8.48   | +0.94  | 26   | +5   |
|                     | 황금새벽당                      | Nikolaos Michaloliakos                  | 438,910   | 6.97   | +6.68  | 21   | +21  |
|                     | 민주좌파당                      | Fotis Kouvelis                          | 386,090   | 6.11   | —      | 19   | +19  |
|                     | 생태 녹색당                     | 6인 위원회                              | 185,355   | 2.93   | +0.40  | 0    | —    |
|                     | 대중 정교회 연대                | Georgios Karatzaferis                   | 183,457   | 2.90   | –2.70  | 0    | –15  |
|                     | 민주동맹                        | Dora Bakoyannis                         | 161,499   | 2.55   | —      | 0    | —    |
|                     | 그리스 재창조                   | Thanos Tzimeros                         | 135,929   | 2.15   | —      | 0    | —    |
|                     | 자유동맹                        | Stefanos Manos / Grigoris Vallianatos   | 114,088   | 1.80   | —      | 0    | —    |
|                     | 그리스 반자본주의 좌파 전선     | 21인 위원회                             | 75,436    | 1.19   | +0.83  | 0    | —    |
|                     | 사회협약                        | Louka Katseli                           | 60,741    | 0.96   | —      | 0    | —    |
|                     | 민주주의부활-연합대중전선       | Stelios Papathemelis / Dimitris Kazakis | 58,455    | 0.92   | —      | 0    | —    |
|                     | "난 지불안해" 운동              | Vasilis Papadopoulos                    | 55,642    | 0.88   | —      | 0    | —    |
|                     | 중앙연합                        | Vassilis Leventis                       | 38,435    | 0.61   | +0.34  | 0    | —    |
|                     | 국민통합협회                    | Nikos Alikakis                          | 38,191    | 0.60   | —      | 0    | —    |
|                     | 그리스 해적당                   | Ioannis Papagoupous                     | 32,487    | 0.51   | —      | 0    | —    |
|                     | 사회: 카포디스트라 계승당       | Michail Iliadis                         | 28,501    | 0.45   | +0.29  | 0    | —    |
|                     | 그리스 마크르크-레닌주의 공산당 | 4인 위원회                              | 16,049    | 0.25   | +0.02  | 0    | —    |
|                     | 노동자 혁명당                   | Sabetai Matsas                          | 6,094     | 0.10   | +0.03  | 0    | —    |
|                     | 자유당                          | Manolis Kaligiannis                     | 3,622     | 0.06   | —      | 0    | —    |
|                     | 무소속                          | Athanasios Daskalopoulos                | 3,088     | 0.05   | —      | 0    | —    |
|                     | OAKKE                           | 3인 위원회                              | 2,615     | 0.04   | +0.02  | 0    | —    |
|                     | 그리스 공산주의 국제주의자 기구 | 3인 위원회                              | 2,002     | 0.03   | —      | 0    | —    |
|                     | 운명                            | Panayiotis Theodoropoulos               | 775       | 0.01   | —      | 0    | —    |
|                     | 국민저항운동                    | Ippokratis Savvouras                    | 469       | 0.01   | —      | 0    | —    |
|                     | 그리스 범농업 노동자 운동       | Miltiadis Tzalazidis                    | 307       | 0.00   | –0.02  | 0    | —    |
|                     | 범아테네 운동                   | Yiorgos Betsikas                        | 107       | 0.00   | —      | 0    | —    |
|                     | 지역 도시 발전                  | Nikos Kolitsis                          | 96        | 0.00   | ±0     | 0    | —    |
|                     | 그리스 생태주의자               | Dimosthenis Vergis                      | 66        | 0.00   | –0.30  | 0    | —    |
| 유효표              | 유효표                          | 유효표                                  | 6,324,104 | 97.64  |        |      |      |
| 무효표              | 무효표                          | 무효표                                  | 116,887   | 1.80   |        |      |      |
| 백지 투표           | 백지 투표                       | 백지 투표                               | 35,760    | 0.55   |        |      |      |
| 계                  | 계                              | 계                                      | 6,476,751 | 100.00 | —      | 300  | —    |
| 유권자수 및 투표율  | 유권자수 및 투표율              | 유권자수 및 투표율                      | 9,949,401 | 65.10  |        |      |      |
| 출처: 그리스 내무부 |                                 |                                         |           |        |        |      |      |

## 정부 구성
그리스 헌법 37조에 따르면 대통령이 제1당 대표에 조각권을 부여하도록 하고 있다. 만약 제1당 대표과 과반수의 지지확보에 실패하면 대통령은 제2당 대표에게 조각권을 부여한다. 제 2당도 정부구성에 실패하면 다시 제 3당 대표에게 조각권이 넘어간다. 각 단계에서 연정협상기한 3일씩 주어진다. 모든 정당이 연정구성에 실패하면 2012년 6월 17일 다시 선거가 실시된다.
이번 선거 결과 집권연정은 과반수 확보에 실패했다. 대통령 카롤로스 파풀리아스는 선거 다음날 신민주주의당 대표 안토니스 사라마스에게 조각권을 부여했지만 사라마스는 몇 시간후 정부구성실패를 선언했다. 급진좌파연합의 알렉시스 치프라스는 8일 대통령을 면담하고 조각권을 위임받았으나 연정구성에 실패하고, 10일 연정협상권이 사회당 대표 에반겔로스 베니젤로스로 넘어 갔다. 언론들은 사회당도 조각에 실패하고 재선거가 실시될 것으로 예상하고 있다.